# Peter Krassa
Peter Krassa (* 29. Oktober 1938 in Wien; † 11. Oktober 2005 in Wien) war ein österreichischer Autor parawissenschaftlicher Literatur. 

## Leben
Peter Krassa wurde am 29. Oktober 1938 in Wien geboren. Der spätere Schriftsteller hatte zunächst vor, Dirigent zu werden. Später besuchte er eine Schauspielschule, erlernte letztlich jedoch den Beruf des Bankangestellten. Erste schriftstellerische Erfahrungen machte er mit der Kinderpost, einer österreichischen Zeitung für Kinder.
Mit der Prä-Astronautik-These kam er erstmals durch einen Zeitungsartikel über die Kappas, deren Beschreibung ihn an Raumfahrer erinnerten, in den 1950er-Jahren in Berührung. Gemeinsam mit Reinhard Habeck entwickelte er Anfang der 1980er Jahre die 1982 erstveröffentlichte Hypothese, dass bereits im Alten Ägypten elektrischer Strom genutzt worden sein soll. Bei einigen im Hathortempel von Dendera abgebildeten Objekten habe es sich um eine Art Leuchtkörper gehandelt (populäre Bezeichnung: Glühbirnen von Dendera). Später unternahm Krassa drei Reisen nach China, um, nach seinen Angaben mit viel Geduld, die Pyramiden sehen zu können. Hier arbeitete er viel mit Hartwig Hausdorf zusammen.
Peter Krassa war bis zu seinem Tod Mitglied der Forschungsgesellschaft für Archäologie, Astronautik und SETI und förderte dort neue Publizisten. Während einer Tagung des Vereins in Fulda im Jahr 2004 stürzte er so unglücklich beim Betreten der Bühne, dass er sich auch nach einer Operation nicht mehr erholte. Seine Bücher wurden in 17 Sprachen übersetzt.

## Werke (Auswahl)
- 1978 „Däniken intim – das Bild einer schillernden Persönlichkeit“
- 1986 „Lasset uns Menschen machen. Schöpfungsmythen beim Wort genommen“ (mit Viktor Farkas), ISBN 3-813181-37-5
- 1997 „Dein Schicksal ist vorbestimmt“
- 1992 „Das Licht der Pharaonen“
- 1998 „Der Wiedergänger“
- 2001 „Geheime Forschungen & verdeckte Experimente“
- 2002 „Die Macht aus dem Dunklen“
- 2002 „Gott kam von den Sternen“, Kopp Verlag, ISBN 3-930219-52-2 (Erstauflage 1974)
- 2003 „Sie kamen aus den Wolken“, Kopp Verlag, ISBN 3-930219-66-2
- 2004 „Men in black – Phantome des Schreckens“, Kopp Verlag, ISBN 978-3-930219-92-6